# 72e méridien est
En géographie, le 72e méridien est est le méridien joignant les points de la surface de la Terre dont la longitude est égale à 72° est.

## Géographie

### Dimensions
Comme tous les autres méridiens, la longueur du 72e méridien correspond à une demi-circonférence terrestre, soit 20 003,932 km. Au niveau de l'équateur, il est distant du méridien de Greenwich de 8 015 km,.
Avec le 108e méridien ouest, il forme un grand cercle passant par les pôles géographiques terrestres.

### Régions traversées
En commençant par le pôle Nord et descendant vers le sud au pôle Sud, Le 72e méridien est passe par:
| Coordonnées          | Pays, territoire ou mer | Notes |
| -------------------- | ----------------------- | --- |
| 90° 00′ N, 72° 00′ E | Océan Arctique          | |
| 81° 06′ N, 72° 00′ E | Mer de Kara             | |
| 72° 48′ N, 72° 00′ E | Russie                  | Péninsule de Yamal |
| 71° 33′ N, 72° 00′ E | Golfe de l'Ob           | |
| 71° 21′ N, 72° 00′ E | Russie                  | Péninsule de Yamal |
| 67° 02′ N, 72° 00′ E | Golfe de l'Ob           | |
| 66° 14′ N, 72° 00′ E | Russie                  | |
| 54° 14′ N, 72° 00′ E | Kazakhstan              | |
| 42° 47′ N, 72° 00′ E | Kirghizistan            | |
| 41° 10′ N, 72° 00′ E | Ouzbékistan             | |
| 40° 20′ N, 72° 00′ E | Kirghizistan            | |
| 39° 21′ N, 72° 00′ E | Tadjikistan             | |
| 36° 48′ N, 72° 00′ E | Afghanistan             | |
| 36° 34′ N, 72° 00′ E | Pakistan                | Khyber Pakhtunkhwa Punjab |
| 28° 12′ N, 72° 00′ E | Inde                    | Rajasthan Gujarat |
| 21° 08′ N, 72° 00′ E | Océan Indien            | Passe juste à l'est du Récif Cherbaniani (en), Lakshadweep, Inde Passe juste à l'est du Récif Byramgore (en), Lakshadweep, Inde Passe juste à l'ouest de l'atoll Bitra (en), Lakshadweep, Inde Passe juste à l'ouest de l'atoll Perumal Par (en), Lakshadweep, Inde Passe juste à l'est de l'île Agatti (en), Lakshadweep, Inde Passe juste à l'est de Peros Banhos, Territoire britannique de l'océan Indien |
| 60° 00′ S, 72° 00′ E | Océan Austral           | |
| 68° 25′ S, 72° 00′ E | Antarctique             | Territoire Antarctique australien, Revendications territoriales en Antarctique revendiqués par l' Australie |